# Pomare II
Ari'i aue Pomare II, altrimenti noto solo come Pomare II (1782 – Papeete, 7 dicembre 1821), è stato re di Tahiti dal 1782 al 1821.

## Biografia
Figlio di re Pomare I di Tahiti, quando nacque suo padre decise di dimettersi dalla carica di re e di abdicare in favore del figlio, rimanendo comunque suo reggente data la minore età. La reggenza si protrasse sino al 1803 con la morte di Pomare I.
Data la sua condizione di sovrano infante, Pomare II venne inizialmente riconosciuto come capo supremo e Ari'i-maro-'ura solo dal regnante dell'isola di Huahine e per questo, a causa di opposizioni, venne costretto a rifugiarsi sull'isola di Mo'orea dal 22 dicembre 1808, ma tornò poco dopo e sconfisse i suoi nemici nella Battaglia di Te Feipī del 12 novembre 1815.
Solo a seguito di questo scontro la sua figura venne universalmente riconosciuta come sovrano (Te Ari'i-nui-o-Tahiti) di Tahiti, Mo'orea e sue dipendenze.
Pomare II si sposò in prime nozze prima del marzo 1797 (secondo altre fonti gennaio 1792) con la regina Tetua-nui Taro-vahine, Ari'i di Vaiari (oggi Papeari), che morì a Arue il 21 luglio 1806. La morte improvvisa della consorte, riempì di sconforto il giovane sovrano che pensò pertanto di aver perso il favore nei confronti del dio locale 'Oro e per questo, aiutato dal missionario Henry Nott, iniziò a tributare maggiore attenzione al Dio dei cristiani.
Il culmine della sua conversione fu il battesimo che gli venne amministrato il 16 maggio 1819 nella Cappella Reale di Papeete appositamente fatta costruire da lui per lo scopo e per i successivi riti cristiani, ma alcuni storici oggi dubitano che si sia trattata di una vera conversione: secondo alcune fonti ufficiose, infatti, Pomare II vide nella possibilità di convertirsi un supporto certo da parte dei missionari inglesi ed il loro aiuto nella centralizzazione del potere monarchico e del mantenimento dell'unità statale.
Tre missionari della London Missionary Society, Henry Bicknell, William Henry e Charles Wilson ottennero il permesso reale di predicare e battezzare sull'isola, contribuendo a diffondervi il cristianesimo. Lo stesso battesimo del sovrano venne portato avanti dai tre: "Henry Bicknell salì sui gradini del pulpito, prese l'acqua benedetta dal bacile portato da William Henry, e la versò" sul capo del re.
Il regno di Pomare II durò sino al giorno della sua morte, avvenuta il 7 dicembre 1821 a causa di complicanze relative all'alcolismo che lo colsero a Motu Uta, Papeete, sull'isola di Tahiti. Gli successe il figlio nato l'anno precedente, Pomare III.

## Matrimonio e figli
Pomare II sposò la principessa Tetua-nui Taro-vahine dalla quale ebbe in tutto tre figli, un maschio e due femmine:
- Pomare, re di Tahiti dal 1821 al 1827 col nome di Pomare III.
- Teinaiti.
- 'Aimata, regina di Tahiti dal 1827 al 1877 col nome di Pomare IV.

## Albero genealogico
|                                     |                         |                          | Genitori                      |  |  | Nonni |  |  | Bisnonni     |  |  | Trisnonni  |  |
|                                     |                         |                          |                               |  |  |       |  |  | Tu-moe-hania |  |  | Teuruari'i |  |
|                                     |                         |                          |                               |  |  |       |  |  | Tu-moe-hania |  |  | Teuruari'i |  |
|                                     |                         | Marurai                  |                               |  |  |       |  |  | Tu-moe-hania |  |  |            |  |
| Teu Tunuieaite Atua                 |                         |                          |                               |  |  |       |  |  | Tu-moe-hania |  |  |            |  |
|                                     |                         | Tetua-huria              | Vehi-atua-i-te-mata'i         |  |  |       |  |  |              |  |  |            |  |
|                                     |                         | Tetua-huria              | Vehi-atua-i-te-mata'i         |  |  |       |  |  |              |  |  |            |  |
|                                     |                         | Tetua-huria              | …                             |  |  |       |  |  |              |  |  |            |  |
| Pomare I di Tahiti                  |                         | Tetua-huria              |                               |  |  |       |  |  |              |  |  |            |  |
|                                     |                         | Tamatoa III di Raiatea   | Teri'i-ve-tearai Rofa'i       |  |  |       |  |  |              |  |  |            |  |
|                                     |                         | Tamatoa III di Raiatea   | Teri'i-ve-tearai Rofa'i       |  |  |       |  |  |              |  |  |            |  |
|                                     |                         | Tamatoa III di Raiatea   | Marama                        |  |  |       |  |  |              |  |  |            |  |
| Tetupaia-i-Hauiri                   |                         | Tamatoa III di Raiatea   |                               |  |  |       |  |  |              |  |  |            |  |
|                                     |                         | Mai-he'a                 | …                             |  |  |       |  |  |              |  |  |            |  |
|                                     |                         | Mai-he'a                 | …                             |  |  |       |  |  |              |  |  |            |  |
|                                     |                         | Mai-he'a                 | …                             |  |  |       |  |  |              |  |  |            |  |
| Pomare II                           |                         | Mai-he'a                 |                               |  |  |       |  |  |              |  |  |            |  |
|                                     | Teri'i-Vaetua-i-Ahura'i | …                        |                               |  |  |       |  |  |              |  |  |            |  |
|                                     | Teri'i-Vaetua-i-Ahura'i | …                        |                               |  |  |       |  |  |              |  |  |            |  |
|                                     | Teri'i-Vaetua-i-Ahura'i | …                        |                               |  |  |       |  |  |              |  |  |            |  |
| Teihotu-i-Ahura'i                   | Teri'i-Vaetua-i-Ahura'i |                          |                               |  |  |       |  |  |              |  |  |            |  |
|                                     |                         | Airoro-ana'a-i-Farepu'a  | Tu-nui-e-a'e-i-te Atua Tutaha |  |  |       |  |  |              |  |  |            |  |
|                                     |                         | Airoro-ana'a-i-Farepu'a  | Tu-nui-e-a'e-i-te Atua Tutaha |  |  |       |  |  |              |  |  |            |  |
|                                     |                         | Airoro-ana'a-i-Farepu'a  | Te-ra'i-atua                  |  |  |       |  |  |              |  |  |            |  |
| Tetua-nui-reia-i-te-raʻi-atea       |                         | Airoro-ana'a-i-Farepu'a  |                               |  |  |       |  |  |              |  |  |            |  |
|                                     |                         | Punua Teraitua-i-Nu'urua | …                             |  |  |       |  |  |              |  |  |            |  |
|                                     |                         | Punua Teraitua-i-Nu'urua | …                             |  |  |       |  |  |              |  |  |            |  |
|                                     |                         | Punua Teraitua-i-Nu'urua | …                             |  |  |       |  |  |              |  |  |            |  |
| Vave'a Tetua-nui-rei-a-ite Ra'iatea |                         | Punua Teraitua-i-Nu'urua |                               |  |  |       |  |  |              |  |  |            |  |
|                                     |                         | Fetefete-te-ui           | Pu-nua-i-te-atua              |  |  |       |  |  |              |  |  |            |  |
|                                     |                         | Fetefete-te-ui           | Pu-nua-i-te-atua              |  |  |       |  |  |              |  |  |            |  |
|                                     |                         | Fetefete-te-ui           | Te-varua-nei-atua             |  |  |       |  |  |              |  |  |            |  |
|                                     |                         | Fetefete-te-ui           |                               |  |  |       |  |  |              |  |  |            |  |